# 13484 Jinnylin
13484 Jinnylin este o planetă minoră (asteroid), cu un diametru de 2,395 km, din centura de asteroizi. A fost descoperită pe 1 martie 1981 la Observatorul Siding Spring de Schelte J. Bus. 
Obiectul prezintă o orbită caracterizată de o semiaxă mare de 2,2093006 UAi, o excentricitate de 0,12, o înclinație de 6,57712 ° în raport cu ecliptica.